# コフィ・ブシア
コフィ・アブレファ・ブシア（Kofi Abrefa Busia、1913年7月11日-1978年8月28日）は、ガーナの政治家。ガーナの第2代首相を務めた（在任1969年10月1日-1972年1月13日）。

## 来歴
ブシアは英領ゴールド・コーストのウェンチで生まれ、オックスフォード大学へ留学した。卒業後帰国し、1952年にガーナ会議党（GCP)の党首に選ばれ、クワメ・エンクルマの会議人民党に対抗して伝統的首長との連携を図る保守的な立場をとった。ガーナ独立後、他党とともに連合党（UP）を結成したが、エンクルマの弾圧を受け、国外脱出を余儀なくされた。1959年にはオランダのライデン大学で社会学及びアフリカ文化学の教授となり、1962年から1969年まではオックスフォードに移った。
1966年2月24日、エンクルマ政権が軍事クーデターで打倒され、新しい軍事政権が民政移管を公約に掲げると、3月にブシアは帰国した。1969年、ブシアは進歩党（PP）を結成し、8月29日の選挙（en:Ghanaian parliamentary election, 1969）に出馬した。進歩党はアカン人を基盤とし、エウェ人を基盤とする国民自由連合（NAL）に勝利。ブシアは首相に選出された。
ブシアの政治は反エンクルマを基本路線とし、またエウェ人やガー人を敵視してアカン人中心主義をとったため、国内に亀裂が生まれた。また、ガーナの主力商品であるカカオの価格は下落を続け、経済は逼迫し国民の不満は募った。
1972年1月13日、イグナティウス・アチャンポン大佐が軍事クーデターを起こし、ブシアは失脚。1978年8月28日、亡命先のオックスフォードで心臓発作により息を引き取った。